# 인천화전초등학교
인천화전초등학교는 대한민국 인천광역시 계양구 작전동에 있는 공립 초등학교이다.

## 학교 연혁
- 1987년 1월 26일 인천화전국민학교로 설립 인가
- 1988년 9월 1일 작전국민학교에서 분리, 개교(22학급)
- 1998년 1월 10일 별관 신축 12교실 준공(2부제 수업해소)
- 2002년 9월 9일 별관 증축 14교실 준공
- 2003년 11월 19일 별관 13개 교실 및 강당 준공
- 2009년 4월 27일 급식소 현대화 사업 및 증축완공
- 2013년 8월 20일 도서관 구축공사 완료
- 2013년 9월 1일 병설유치원 단설 분리
- 2014년 9월 1일 제9대 강창석 교장 취임
- 2016년 12월 2일 화전 쳄버오케스트라 창단 연주회
- 2017년 2월 15일 학습준비물센터 구축(본관 5층)
- 2017년 2월 23일 제26회 졸업식(205명, 총 누계 9,471)
- 2017년 3월 1일 46학급 편성(일반 45학급, 특수 1학급)
- 2022년 6월 29일 최미숙 교장선생님 퇴임식 영상준비 (3학년 5반 맏음)
- 2022년 8월 1일 최미숙 교장 퇴임식 기념일 (영상 3학년 5반)

## 참고 자료
- 인천화전초등학교 - 한국교육학술정보원 학교알리미